# Lattofenina
La lattofenina è un composto ad attività antinfiammatoria, antipiretica ed analgesica, strutturalmente analogo alla fenacetina, nella quale al radicale dell'acido acetico si sostituisce quello dell'acido lattico. Introdotto in clinica alla fine del XIX secolo è stato ampiamente utilizzata in passato. Al giorno d'oggi non trova più applicazioni cliniche ed il suo impiego è stato abbandonato, soprattutto in conseguenza dei suoi gravi effetti collaterali.

## Farmacocinetica
Dopo somministrazione per via orale lattofenina viene assorbita dal tratto gastrointestinale e metabolizzata dall'organismo a paracetamolo, che ne rappresenta il principale metabolita attivo.

## Usi clinici
La lattofenina trova indicazione nell'iperpiressia ed ha azione antipiretica analoga a quella della fenacetina, ma differisce da quest'ultima perché ha una più intensa influenza depressiva sul sistema nervoso centrale.
È perciò indicata quando si voglia abbassare la temperatura corporea e contrastare i disturbi nervosi che ad essa possono associarsi (irrequietezza, agitazione, dolori articolari e muscolari) in particolare in alcune forme infettive acute (tifo, influenza, reumatismo articolare ed altre). Il suo effetto analgesico è apprezzato anche nel trattamento dell'influenza, della cefalea  e dei dolori nevralgici o articolari.

## Effetti collaterali
Nel corso di trattamento con lattofenina si possono verificare diversi effetti collaterali, anche di notevole gravità. 
L'effetto collaterale più grave, che ne ha determinato il ritiro dal commercio, è probabilmente l'epatotossicità che simanifesta con aumento degli enzimi epatici (AST ed ALT) e la comparsa di ittero, verosimilmente di tipo emolitico, ovvero dovuto ad una notevole distruzione di globuli rossi e liberazione in circolo di una quantità eccessiva di emoglobina, con formazione di grandi quantità di bilirubina che il fegato non è in grado di eliminare.